# Milanovo (distrikt i Bulgarien, Sjumen)
Milanovo (bulgariska: Миланово) är ett distrikt i Bulgarien.   Det ligger i kommunen Obsjtina Veliki Preslav och regionen Sjumen, i den östra delen av landet, 290 km öster om huvudstaden Sofia.
Trakten runt Milanovo består till största delen av jordbruksmark. Runt Milanovo är det ganska glesbefolkat, med 47 invånare per kvadratkilometer.